# Hank and Lank: They Make a Mash
Hank and Lank: They Make a Mash è un cortometraggio muto del 1911 diretto da Gilbert M. 'Broncho Billy' Anderson.
Il film è l'ultimo di una serie di nove che ha come protagonisti i personaggi di "Hank" e "Lank", interpretati da Augustus Carney e Victor Potel. Tutti i film furono girati e distribuiti nel 1910, tranne questo che uscì il 31 gennaio del 1911.

## Produzione
Il film fu prodotto dalla Essanay Film Manufacturing Company, compagnia che aveva la sua sede a Chicago. Il film venne girato in California, a Los Gatos, una cittadina della baia di San Francisco dove Anderson in quel periodo ambientò numerosi suoi film.

## Distribuzione
Distribuito dalla General Film Company, il film uscì nelle sale cinematografiche USA il 31 gennaio 1911. Veniva proiettato con il sistema dello split reel (a bobina unica) insieme a un altro corto, The Jilted Joker.